# سیاره دوگانه

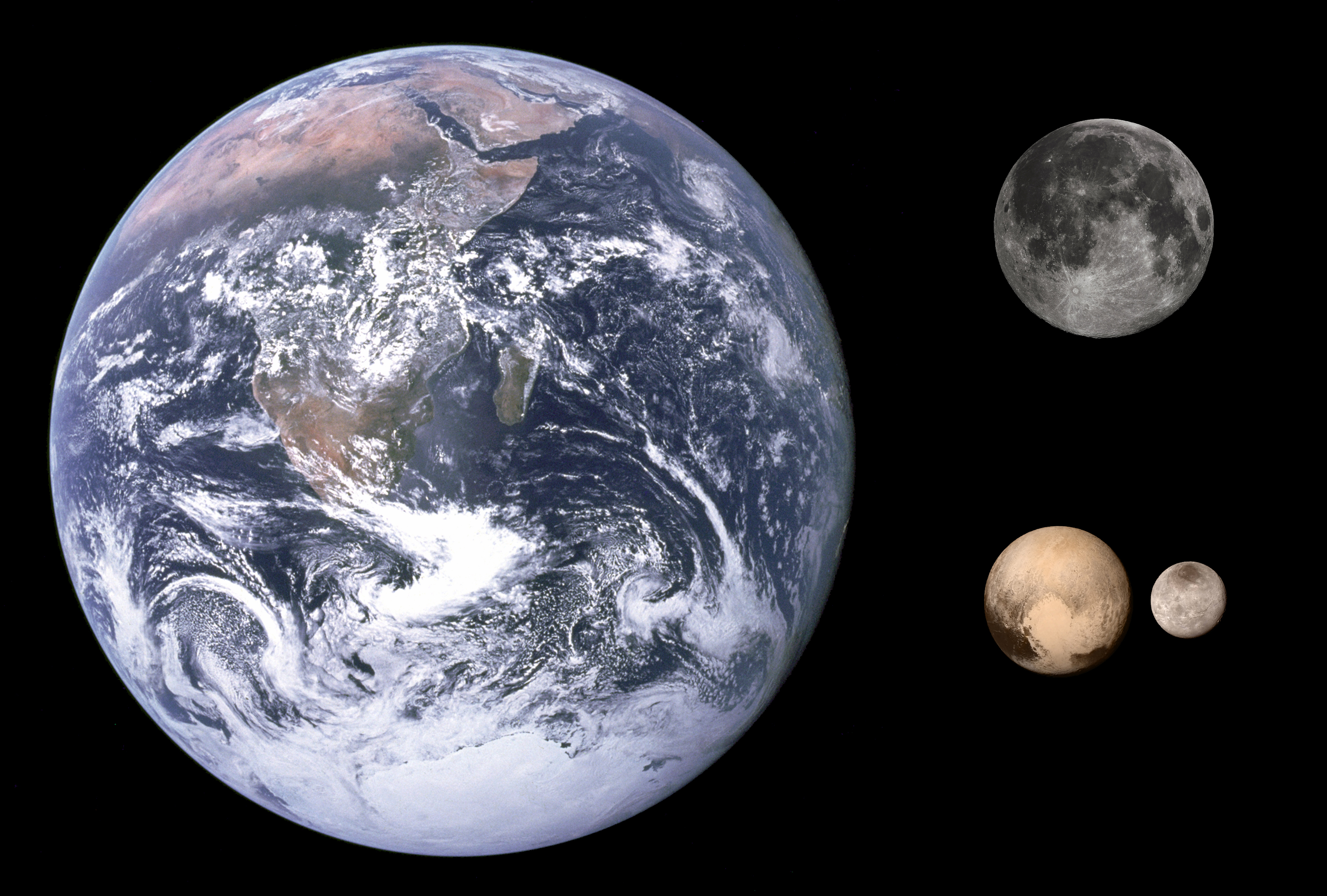
مفهوم سیارهٔ دوگانه در مقایسهٔ اندازهٔ زمین و ماه (بالا سمت راست) و پلوتو و کارون (زیر سمت راست) کارون

سیارهٔ دوگانه یا سیارهٔ دوتایی (به انگلیسی: Double planet)، در اخترشناسی یک منظومه دوگانه است که هر دو جسم آسمانی آن جرم سیاره‌ای هستند. این اصطلاح توسط اتحادیه بین‌المللی اخترشناسی (آی‌اِ‌ی‌یو IAU) به رسمیت شناخته نشده و بنابراین نوعی از طبقه‌بندی رسمی به حساب نمی‌آید. در مجمع عمومی سال ۲۰۰۶، این اتحادیه پیشنهاد شناخته شدن پلوتو و شارون به عنوان یک سیارهٔ دوگانه مطرح شد و مورد بررسی قرار گرفت اما نتیجهٔ این پیشنهاد جانب‌داری از تعریف کنونی سیاره بود. در ادبیات تبلیغاتی مورد استفاده در مأموریت ماه‌وارهٔ اسمارت -۱ (SMART-1) و پیش از اعلام تعریف رسمی سیاره از سوی آی‌اِ‌ی‌یو، آژانس فضایی اروپا سامانهٔ زمین-ماه را به عنوان یک سیارهٔ دوگانه معرفی نمود و ماه را دختر زمین خواند.
برخی از سیارک‌های دوتایی با جرم‌های تقریباً مساوی، گاهی به صورت غیررسمی به عنوان سیارک‌های دوگانه قلمداد می‌شوند. این سیارک‌های دوتایی شامل هرمس ۶۹۲۳۰ و آنتیوپ ۹۰ و جرم‌های دوگانهٔ کمربند کویپری (کی‌بی‌اُ‌ها KBOs): سیلا نونام ۷۹۳۶۰ و دبلیودبلیو۳۱–۱۹۹۸ می‌گردد.

## تعریف سیاره دوگانه
بحث‌های زیادی پیرامون معیار تعریف «سیارهٔ دوگانه» و متمایز ساختن آن از «منظومهٔ سیاره-قمر» وجود دارد.

### شمول معیار سیاره برای هر دو جسم
در این تعریف برای قرار گرفتن در معیار «سیارهٔ دوگانه» لازم است هر دو جسم از شرایط لازم برای شناخته شدن به عنوان سیاره برخوردار باشند.

### نزدیکی نسبت جرم‌ها به یک
یکی از مهم‌ترین معیارها در تعریف «سیارهٔ دوگانه» نسبت جرم دو جسم نسبت به یکدیگر است. نسبت یک نشان‌دهندهٔ برابر بودن جرم از دو جسم است. هر چه این نسبت به یک نزدیک‌تر باشد، راحت‌تر می‌توان آن دو در تعریف «سیارهٔ دوگانه» جای داد. بنابر این تعریف قمرهای مریخ، مشتری، زحل، اورانوس و نپتون را می‌توان به راحتی فارغ از آن دانست. جرم همهٔ قمرهای این سیاره‌ها نسبتی کمتر از بیست و پنج صد هزارم (یک چهار هزارم) با سیاره‌ای که به دور آن در حال گردش هستند، را دارا هستند. برخی از سیاره‌های کوتوله نیز قمرهایی دارند که دارای جرم بسیار کمتری از خود سیارهٔ کوتوله هستند.
قابل توجه‌ترین استثنا در این مورد منظومهٔ پلوتو-شارون است. نسبت جرم شارون به پلوتو صد و هفده هزارم (دو هفدهم) است که به اندازهٔ کافی به یک نزدیک است به شکلی که در موارد متعدد توسط بسیاری از دانشمندان این دو به عنوان «سیاره‌های کوتوله دوگانه» («سیاره‌های دوگانه» پیش از تعریف سال ۲۰۰۶ سیاره) خوانده شده‌اند. به هر حال آی‌اِ‌ی‌یو شارون را هم‌اکنون ماه پلوتو می‌نامد اما به روشنی از تمایل خود برای تغییر طبقهٔ آن‌ها به «سیاره‌های کوتولهٔ دوگانه» در زمانی در آینده سخن به میان آورده‌است.
نسبت هزار و دویست و سی صدهزارم (یک هشتاد و یکم) جرم ماه به زمین به شکل قابل ملاحظه‌ای نسبت به نسبت جرم سایر قمرهای منظومهٔ خورشیدی به سیاره‌های گردنده به دور آن‌ها، به یک نزدیک‌تر است. به همین جهت برخی دانشمندان منظومهٔ زمین-ماه را نیز در بین سیاره‌های دوگانه به حساب می‌آورند. البته این نظر در اقلیت قرار دارد. شعاع دیسنومیا، تنها قمر سیارهٔ کوتولهٔ اریس تقریباً برابر با یک چهارم شعاع اریس است و با فرض یکسان بودن چگالی هر دو جسم نسبت جرم آن‌ها نزدیک یک چهلم است. این مقدار در بین نسبت ماه-زمین و پلوتو-شارون قرار دارد.

منظومه پلوتو–شارون: خارج بودن مرکز جرم از پلوتو

### موقعیت مرکز جرم
در حال حاضر رایج‌ترین معیار تعریف برای سیارهٔ دوگانه قرار گرفتن مرکز جرم، که هر دو جسم به دو آن در حال چرخش هستند، خارج از هر دوی آن‌ها است. بر مبنای این تعریف پلوتو و شارون با توجه به وضوح چرخش آن‌ها حول نقطه‌ای خارج از پلوتو «سیاره‌های کوتولهٔ دوگانه» هستند. این مسئله با پویانمایی که توسط تصاویر ارسال شده از فضاپیمای افق‌های نو ایجاد شده کاملاً قابل مشاهده است.
با این تعریف منظومهٔ زمین-ماه تاکنون «سیارهٔ دوگانه» به حساب نمی‌آید. با این حال ماه به اندازه‌ای بزرگ است که باعث تلو تلو خوردن قابل ملاحظهٔ زمین حول مرکز جرم بین آن دو که کاملاً درون زمین قرار دارد، می‌شود. ماه در حال حاضر هر سال ۳٫۸ سانتی‌متر از زمین فاصله می‌گیرد و نتیجتاً تا چند میلیارد سال آینده مرکز جرم منظومهٔ زمین-ماه به خارج از زمین منتقل می‌شود و آن‌ها را منظومهٔ «سیارهٔ دوگانه» تبدیل می‌کند.
مرکز جرم منظومهٔ مشتری-خورشید خارج از خورشید قرار دارد. این شرایط خورشید و مشتری را به سیاره یا ستاره‌های دوگانه تبدیل نمی‌کند، چرا که هر دو آن‌ها سیاره یا ستاره نیستند.

### مقدار نسبت کشش (مقدار نسبت طناب کشی tug-of-war value)
آیزاک آسیموف، دانشمند روس‌تبار آمریکایی نظریه‌ای تحت عنوان مقدار نسبت کشش (نسبت طناب‌کشی) را برای ایجاد تمایز بین منظومهٔ «سیارهٔ دوگانه» و منظومهٔ سیاره-قمر ارائه کرد که بستگی به اندازهٔ نسبی دو جسم ندارد. این مقدار به سادگی میزان نیروی وارده از جسم بزرگ‌تر به جسم کوچک‌تر را به نسبت میزان نیروی وارده از خورشید به جسم کوچک‌تر محاسبه می‌کند. این مقدار با فرمول زیر به دست می‌آید:
{\displaystyle {\text{tug-of-war value}}={\frac {m_{\mathrm {p} }}{m_{\mathrm {s} }}}\cdot \left({\frac {d_{\mathrm {s} }}{d_{\mathrm {p} }}}\right)^{2}}
در این فرمول mp برابر با جرم جسم بزرگ‌تر، ms برابر با جرم خورشید، ds برابر با فاصلهٔ جسم کوچک‌تر با خورشید و dp برابر با فاصلهٔ جسم کوچک‌تر و جسم بزرگ‌تر است؛ بنابراین مقدار نسبت کشش به جرم جسم کوچک‌تر وابستگی ندارد.
این فرمول در حقیقت بیانگر رابطهٔ بین آثار گرانشی جسم بزرگ‌تر و خورشید بر جسم کوچک‌تر است. اندازهٔ نسبت کشش برای تیتان، قمر سیارهٔ زحل ۳۸۰ به دست می‌آید که نشانگر آن است که زحل ۳۸۰ برابر خورشید بر تیتان اثر گرانشی وارد می‌کند. در همین حال اندازهٔ نسبت کشش برای فوبه، قمر دیگر زحل تنها ۳٫۵ است که نشان از تنها ۳٫۵ برابر بودن اثر گرانشی زحل بر آن نسبت به اثر گرانشی خورشید بر فوبه می‌باشد.
آسیموف این مقدار را برای چندین قمر و سیاره محاسبه کرد. محاسبات او نشان داد که حتی مشتری، به عنوان بزرگ‌ترین سیارهٔ منظومهٔ خورشیدی تنها اندکی اثر گرانشی بیشتری بر دورترین قمر خود نسبت به خورشید بر آن دارد. بعضی از این مقادیر نیز خیلی بیشتر یک نبودند. تقریباً در تمامی محاسبات آسیموف مقدار نسبت کشش بیشتر از یک به دست آمد که به معنای اثر گرانشی کمتر خورشید نسبت به خود سیاره بود. یکی از استثناها ماه زمین بود که در مورد آن خورشید در نسبت کشش بر زمین غلبه دارد. این معنای آن است که اثر گرانشی زمین بر ماه کمتر از نصف اثر گرانشی خورشید بر ماه است. از همین رو آسیموف معتقد بود زمین و ماه باید «سیاره‌های دوگانه» به حساب بیایند. او در این باره می‌گوید:
ما به ماه نباید به عنوان یک قمر واقعی یا به دست آمدهٔ زمین نگاه کنیم بلکه باید آن را سیاره‌ای مستقل بخوانیم که به شکل هماهنگی با زمین به دور خورشید می‌چرخد. از داخل منظومهٔ زمین-ماه ساده‌ترین راه ترسیم شرایط پذیرش چرخش ماه به دور زمین است اما هنگام ترسیم چرخش زمین و ماه به دور خورشید با مقیاس دقیق متوجه می‌شویم که چرخش ماه همه‌جا به سمت خورشید متمایل است. ماه همواره به سمت خورشید حرکت می‌کند. همهٔ قمرهای دیگر بدون استثنا در برخی نقاط از چرخش خود به دلیل جاذبهٔ سیارهٔ اصلی از خورشید دور می‌شوند که این شرایط در مورد ماه صادق نیست.— آیزاک آسیموف
این تعریف از سیارهٔ دوگانه به فاصلهٔ دو جسم از خورشید وابستگی دارد. اگر فاصلهٔ منظومهٔ زمین-ماه دورتر از موقعیت کنونی خود نسبت به خورشید بود، زمین می‌توانست در این مقدار برتری داشته باشد. برای مثال اگر ماه به دور مریخ می‌چرخید آنگاه مقدار این نسبت برابر با ۱٫۰۵ می‌شد. پس از ارائهٔ این نظریه توسط آسیموف چندین قمر کوچک دیگر کشف شده‌اند که با این محاسبات جزو سیاره‌های دوگانه به حساب می‌آیند. نیسو و سمتی، قمرهای نپتون به ترتیب دارای نسبت کششی ۰٫۴۲ و ۰٫۴۴ هستند که کمتر از نسبت کششی ماه است. درحالی‌که جرم این اجسام بسیار کمتر از نپتون است. (به ترتیب یک هفت صد میلیونم و یک دو و نیم میلیاردم)

### تشکیل منظومه
آخرین معیار برای تعریف سیارهٔ دوگانه نحوهٔ تشکیل منظومهٔ بین آن‌ها است. عقیده بر این است هر دو منظومهٔ زمین-ماه و پلوتو-شارون با برخورد بزرگ شکل یافته‌اند. بر پایهٔ این نظریه در اثر برخورد یک جسم به جسم دیگر لایه‌ای از خرده‌های جدا شده تشکیل شده و پس از جمع شدن این خرده‌ها یک یا دو جسم نو ایجاد شده و جسم بزرگ‌تر با حصول تغییر باقی‌مانده مانده‌است. به هر حال این حادثه برای تشکیل منظومهٔ سیارهٔ دوگانه کافی نیست، چرا که چنین اتقافی همچنین می‌تواند قمرهای بسیار کوچکی نیز ایجاد کند.
فرضیهٔ رهاشدهٔ دیگری دربارهٔ شکل‌گیری ماه نیز معتقد بود که ماه و زمین در منطقهٔ یکسانی از قرص پیش‌سیاره‌ای منظومهٔ خورشیدی ایجاد شده‌اند و با تعامل گرانشی یک منظومه بین خود شکل داده‌اند. مشکل این فرضیه این است که سیارات تنها می‌توانند با تعامل گرانشی قمری را برای خود «گیر بیندازند» و امکان ایجاد سیارهٔ دوگانه در این حالت وجود ندارد.